# 联合国安全理事会第2371号决议
联合国安全理事会第2371号决议是联合国安理会于2017年8月5日五个常任理事国和十个非常任理事国一致通过的一项决议。该决议针对朝鲜在2017年7月进行的导弹试射。该决议为自从2006年朝鲜第一次核试验起第六次扩大对朝鲜的经济制裁。
决议中新增的制裁内容包括禁止从朝鲜进口其主要出口项目，包括煤矿、钢铁、铅和海产品。一些数据估计制裁将导致朝鲜的国际收入减少10亿美元，即该国三分之一的国际收入。制裁同时禁止全球任何国家接纳朝鲜的工人，因为朝鲜政府会剥夺工人获得的大部份工资。

## 背景
在制裁决议之前，朝鲜在2017年进行了14次导弹试射，进一步提高了该国发射核弹头的能力。2017年7月试射的导弹为洲际弹道导弹。这是朝鲜第一次向外界展示自己对美国本土进行核打击的能力。
朝鲜不断提高核打击技术的行为导致联合国自从2006年起第六次扩大对其的经济制裁。

## 制裁内容
决议对朝鲜用于资助其核弹道导弹计划的出口施加了以下全面禁令：
- 禁止该国煤矿出口，预计每年会削减朝鲜4.01亿美元外汇收入，为该国最大的外贸出口；
- 禁止该国钢铁和铁矿石出口，每年约2.5亿美元；
- 禁止该国出口海产品，每年约3亿美元；
- 禁止该国出口铅和铅矿，每年约1.1亿美元。

制裁还收紧朝鲜对国际金融体系的接触，包括冻结朝鲜对外贸易银行的海外资产以扩大对其的金融制裁。
决议还禁止全世界的国家接纳朝鲜劳工。

## 分析
一些估测显示新增的制裁将导致朝鲜政府每年损失10亿美元，约为该国外汇收入的三分之一。
根据经济学人采访的来源，朝鲜政府已经比以前更加擅长躲避制裁，包括在中国利用非法获取的资金资助商业伙伴关系。对于这类高风险交易提供的高佣金，结果只会是吸引更多有能力的中间商。制裁的实施也不到位，在联合国193个成员国中，只有77个成员国上报了他们对于前一轮2016年11月制裁的实施情况。
更重要的是，承担与朝鲜贸易额90%以上的中国，也承诺将“全面、严格”地实施新的制裁；不过这没有包括可能导致朝鲜政权真正困难的一个措施，即停止朝鲜向其进口石油。